# Kyrkbacken
För andra betydelser, se Kyrkbacken (olika betydelser).
Kyrkbacken är en  stadsdel i det administrativa bostadsområdet Centrala staden i centrala Västerås och består av äldre trähus i ett virrvarr av slingriga gränder, intill Rudbeckianska gymnasiet och domkyrkan.

## Historia
Fram till 1600-talet hette det kuperade området norr om domkyrkan för "Backerne" och utgjorde stans yttre gräns mot norr. Området var uppdelat på en mer borgerlig del i söder och slumområde i norr. Den södra beboddes av kyrkans folk, lärare och präster, under det att den norra befolkades av fattiga, ringaktade och de lägre stående. I det norra området bodde till exempel bödeln som var en föraktad person och som befann sig längst ner på samhällets botten. Bödeln hade en egen brunn som ingen annan ville utnyttja. Idag är brunnen en källa kring ett grönområde som är öppen för allmänheten.
Förutom att Kyrkbackens nordliga delar var segregerat och fattigt var området också drabbat av sjukdomar och ohälsa. Pesten drabbade området 1623 och 1711 då många personer avled.
Trots att övriga Västerås stadsplanerades på 1800-talet i ett regelbundet, modernt gatunät gjordes inga ansträngningar för att förändra Kyrkbacken. Området lever därför kvar med charmigt virrvarr av gränder och karaktärsfulla trähus, vilket ger oss en inblick i hur det var att bo här för flera sekler sedan. 
Under flera perioder har en rivning av kyrkbacken varit nära förestående. På slutet av 1940-talet förespråkades en total rivning av det förslummade området för att ge plats åt nya kulturbyggnader. Istället fastslog 1964 års stadsplan en renovering och varlig sanering av området. Fortfarande under 1960-talet fanns torrdass på Kyrkbacken. På grund av de trånga gränderna kunde man inte här använda lastbil för latrintömningen som man gjorde på andra håll, utan istället användes häst och en liten tvåhjulig kärra.
Kyrkbacken är ett populärt område för konstnärer av olika slag och man kan göra guidade vandringar bland husen och få en föreställning om hur livet en gång tett sig här.
Området avgränsas av Norra Ringvägen, Vasagatan, Domkyrkoesplanaden och Svartån. Angränsande stadsdelar är Norrmalm, Blåsbo, Herrgärdet och Centrum.

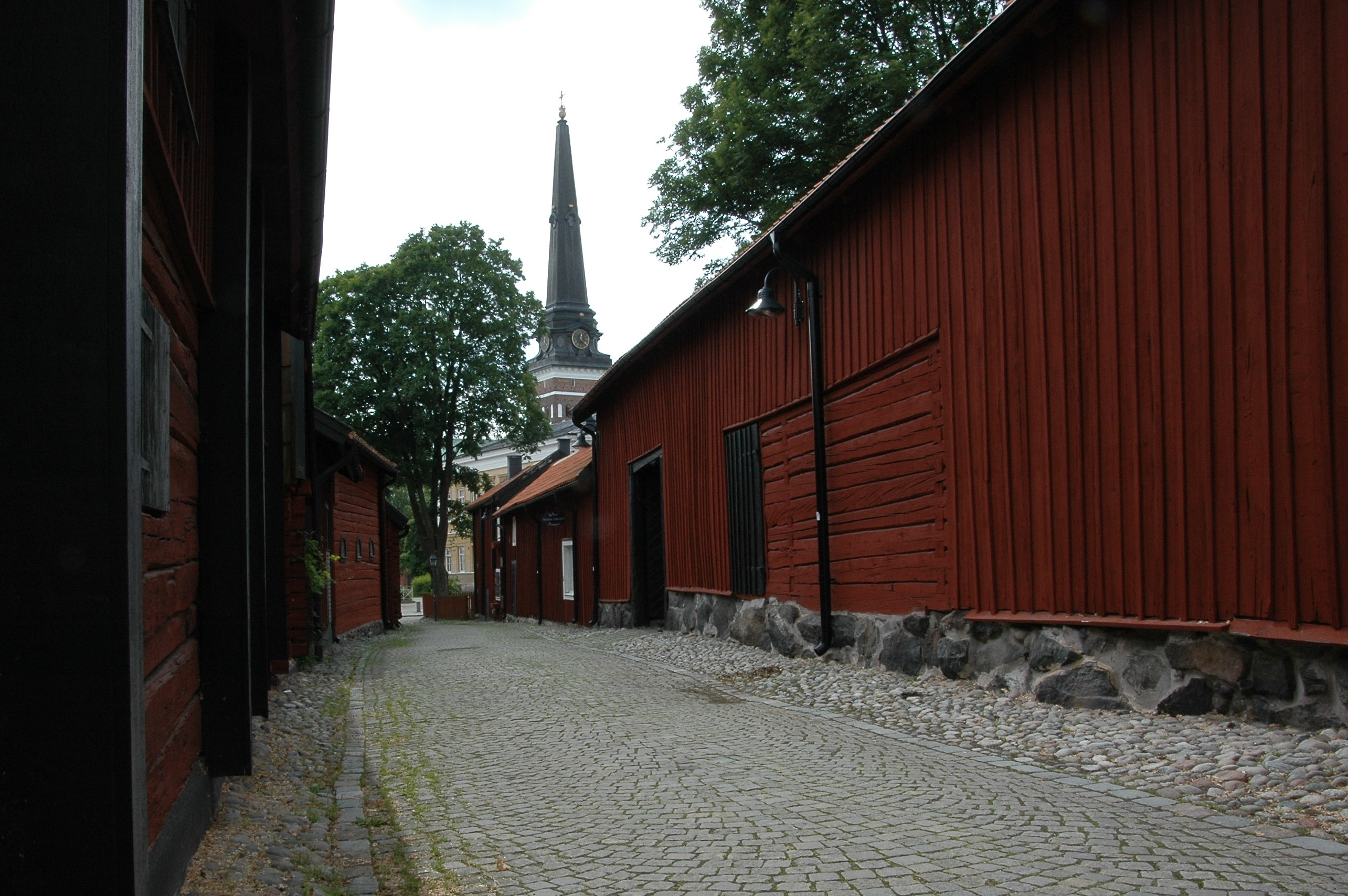
Kyrkbacken mot domkyrkan
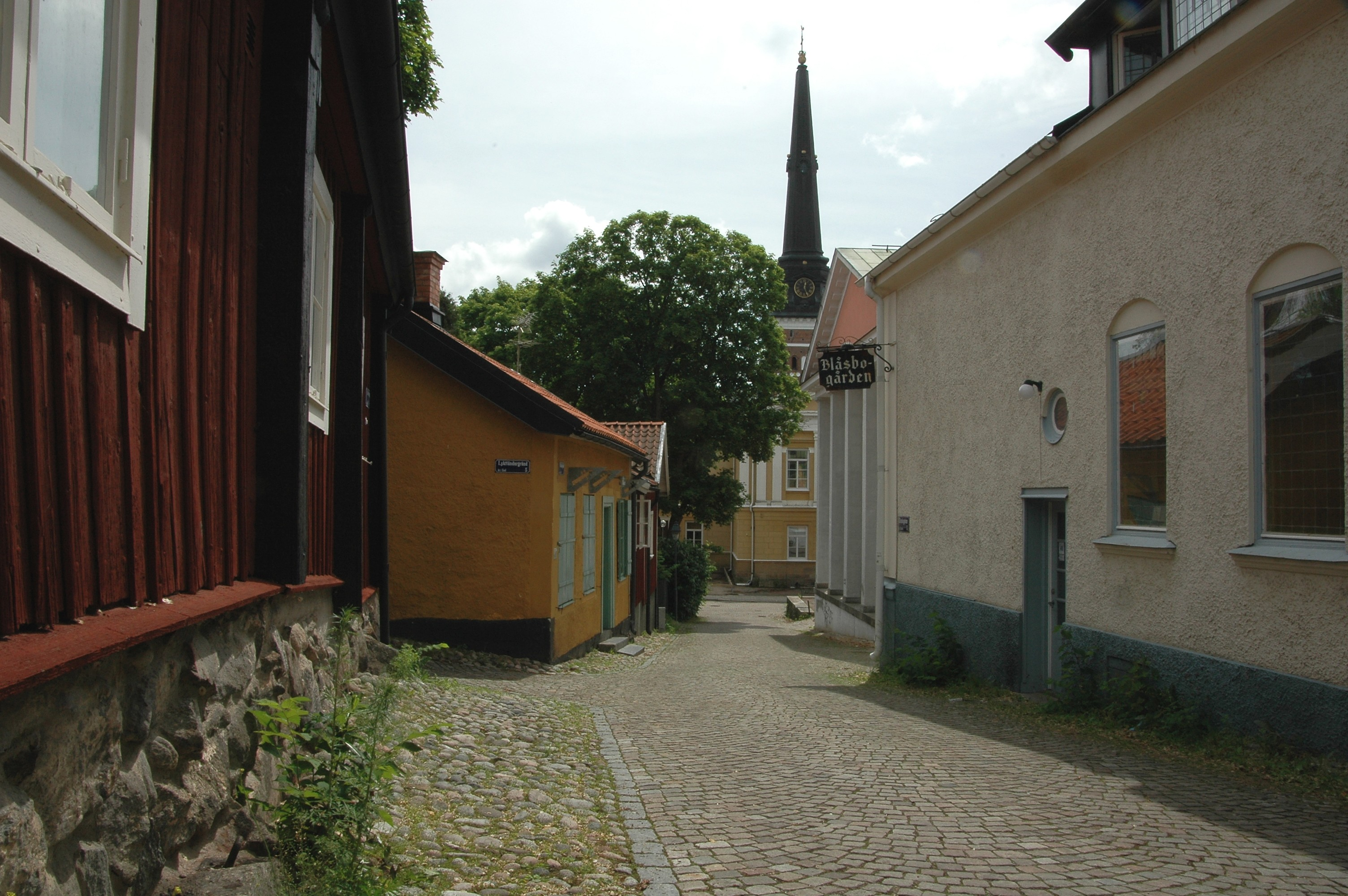
Kyrkbacken mot domkyrkan